# Ривадавия (линеен кораб, 1911)
Ривадавия (на испански: ARA Rivadavia (N-1)) е линеен кораб на ВМС на Аржентина. Главен кораб на едноименния проект линкори.

## Предистория
Напрегнатите отношения между южноамериканските държави Аржентина и Бразилия, принуждават правителствата на тези държави да поддържат въоръжени сили на относително високо ниво. В началото на XX век основата на аржентинския флот съставляват броненосните крайцери от типа „Гарибалди“ построени в Италия, което в променените реалности във воденето на войната по море, не съответства на амбициите на „Розовия дом“. А след като Рио де Жанейро поръчва на британските корабостроители новия революционен клас кораби – три дредноута, обезпокоената Аржентина предприема ответни мерки.
Правителството на Аржентина, за разлика от правителствата на други малки страни, решава да не се обръща към някоя конкретна голяма корабостроителна компания, а да проведе своеобразен международен конкурс.
През 1908 г. в Лондон пристига аржентинска комисия начело с контраадмирал Онофре Бетбедер, която обявява, че правителството има планове да поръча 2 линкора, 6 разрушителя и 12 подводници, като съществува възможност за поръчка на трети линеен кораб. Откликват 15 фирми от Франция („Форж и Шатие“), Германия („Блом унд Фосс“), Англия („Армстронг“, „Викерс“ и други), Италия („Ансалдо“), САЩ („Крамп“, „Фор Ривър“ и други).
Конкуренцията е сериозна. Сумата на поръчката съставя 2,2 милиона фунта. След изучаване на всички изпратени проекти, аржентинците коригират своите изисквания, вземайки най-доброто от представените разработки. Фирмите преработват своите проекти, аржентинците отново внимателно ги изучават, и едва след това е огласено окончателното им решение, което поразява целия свят. Поръчката получава американската корабостроителница „Фор Ривър“ (в Куинси, Масачузетс), която намалява цената на 224 000 фунта стерлинги за кораб. В конструкцията на линкора ясно се проследява влиянието на международния конкурс, макар болшинството му елементи да са чисто американски. Самите Съединените щати гледат на тези кораби в качеството на „резерв“ за включването им в случай на необходимост в състава на собствения флот.

## История на службата
Линкорът „Ривадавия“ служи в състава на аржентинския флот четири десетилетия, преминавайки за това време само една съществена модернизация. Корабът не участва в бойни действия. Службата на „Ривадавия“ преминава в учения и плавания в чужбина.
Заложен е на 25 май 1910 г. в корабостроителницата „Фор Ривър“, в Куинси, спуснат е на вода на 28 юни 1911 г. и влиза в състава на флота през декември 1914 г. Когато корабът пристига в Буенос Айрес, той за три дни, е посетен от 47 000 души. През 1918 г. линкорът превозва до САЩ новия посланик на Аржентина, корабът тогава престоява на знаменития Хемптънски рейд.
В периода 1924 – 26 г. е модернизиран в САЩ. Променят се редица от неговите тактико-технически характеристики. Водоизместимостта става 31000 т, котлите са преведени изцяло на нефтено отопление (запасът гориво става 3600 т нефт), което осигурява далечина на плаването от 8500 мили на 10-възлова скорост. През 1927 г. развива скорост от 20 възела. Числото на 102-мм оръдия е съкратено до 8 (според други данни, всичките са свалени).
През 1937 г. линкорът пресича Атлантическия океан в поход към Европа (в източниците има разногласия относно присъствието на „Ривадавия“ на тържествата по случай коронацията на английския крал) и посещава Хамбург.
На 3 октомври 1941 г., по време на маневри на аржентинската флота преминаващи при бреговете на архипелага Огнена земя, се случва извънредно произшествие, което е най-голямата трагедия в историята на аржентинския флот. В условията на гъста мъгла отначало се сблъскват крайцерът „Алмиранте Браун“ (ARA Almirante Brown (C-1)) и разрушителя „Кориентес“ (ARA Corrientes (T-8)), който потъва. Веднага след това в кърмата на крайцера се врязва „Ривадавия“. Линкорът получава неголеми повреди, но на крайцера се налага да премине продължителен заводски ремонт.
След изучаването на първите уроци от Втората световна война на кораба е усилено зенитното въоръжение: появяват се 4 40-мм зенитни автомата. Корабът се намира в строя до 1953 г. След изключването му от състава на флота е продаден на италианска фирма и е разкомплектован през май 1957 г. в Генуа.

## Коментари
1. ↑  Префиксът „ARA“ е от на испански: Armada de la República Argentina (Кораб на ВМС на Аржентина).